# Kalpana Lajmi
Kalpana Lajmi (né le 31 mai 1954 à Bombay et mort le 23 septembre 2018 dans la même ville) est une réalisatrice, productrice et scénariste du cinéma indien. 
Cinéaste indépendante, elle travaille davantage sur des films réalistes à petit budget, connus en Inde sous le nom de cinéma parallèle. Ses films sont souvent orientés vers les femmes. Elle a longtemps été la manager du chanteur et cinéaste Bhupen Hazarika (en). En 2017, on lui diagnostique un cancer du rein et elle en meurt, à l'âge de 64 ans.

## Filmographie
| Année | Film                                     | Rôle(s)                               |
| ----- | ---------------------------------------- | ------------------------------------- |
| 1978  | D.G. Movie Pioneer                       | Réalisatrice                          |
| 1979  | A Work Study in Tea Plucking             | Réalisatrice                          |
| 1981  | Along the Brahmaputra                    | Réalisatrice                          |
| 1986  | Ek Pal                                   | Réalisatrice, productrice, scénariste |
| 1988  | Lohit Kinare                             | Réalisatrice                          |
| 1993  | Rudaali                                  | Réalisatrice, scénariste              |
| 1997  | Darmiyaan: In Between (en)               | Réalisatrice, productrice             |
| 2001  | Daman: A Victim of Marital Violence (en) | Réalisatrice, scénariste              |
| 2003  | Kyon?                                    | Réalisatrice, productrice             |
| 2006  | Chingaari (en)                           | Réalisatrice, productrice, scénariste |